# Zofia Magdalena Piastówna
Zofia Magdalena (ur. 14 czerwca 1624 w Brzegu, zm. 8 kwietnia 1660) – księżniczka legnicka, córka piastowskiego księcia Jana Chrystiana i jego pierwszej małżonki Doroty Sybilli.

## Życiorys
2 grudnia 1642 we Wrocławiu Zofia Magdalena została drugą żoną księcia ziębicko–oleśnickiego Karola Fryderyka Podiebradowicza. Małżeństwo Zofii i Karola było bezpotomne. Księżniczka zmarła 8 kwietnia 1660 i została pochowana  w mauzoleum książęcym w Brzegu.

## Drzewo genealogiczne
| Joachim Fryderyk Piastowicz ur. 29 IX 1550 zm. 25 III 1602 | Joachim Fryderyk Piastowicz ur. 29 IX 1550 zm. 25 III 1602 |                                                           |                                                           | Anna Maria Askańska ur. 13 VI 1561 zm. 11 XI 1605 | Anna Maria Askańska ur. 13 VI 1561 zm. 11 XI 1605 |  |  | Jan Jerzy Hohenzollern ur. 11 IX 1525 zm. 8 I 1598 | Jan Jerzy Hohenzollern ur. 11 IX 1525 zm. 8 I 1598 |                                                         |                                                         | Elżbieta von Anhalt-Zerbst ur. 1563 zm. 1607 | Elżbieta von Anhalt-Zerbst ur. 1563 zm. 1607 |
|                                                            |                                                            |                                                           |                                                           |                                                   |                                                   |  |  |                                                    |                                                    |                                                         |                                                         |                                              |                                              |
|                                                            |                                                            |                                                           |                                                           |                                                   |                                                   |  |  |                                                    |                                                    |                                                         |                                                         |                                              |                                              |
|                                                            |                                                            | Jan Chrystian Piastowicz ur. 28 VIII 1591 zm. 25 XII 1639 | Jan Chrystian Piastowicz ur. 28 VIII 1591 zm. 25 XII 1639 |                                                   |                                                   |  |  |                                                    |                                                    | Dorota Sybilla Hohenzollern ur. 9 X 1590 zm. 9 III 1625 | Dorota Sybilla Hohenzollern ur. 9 X 1590 zm. 9 III 1625 |                                              |                                              |
|                                                            |                                                            |                                                           |                                                           |                                                   |                                                   |  |  |                                                    |                                                    |                                                         |                                                         |                                              |                                              |
|                                                            |                                                            |                                                           |                                                           |                                                   |                                                   |  |  |                                                    |                                                    |                                                         |                                                         |                                              |                                              |
|                                                            |                                                            |                                                           |                                                           |                                                   |                                                   |  |  |                                                    |                                                    |                                                         |                                                         |                                              |                                              |

|  |  | Karol Fryderyk Podiebrad ur. 18 X 1593 zm. 31 V 1647 OO 2 XII 1642 | Karol Fryderyk Podiebrad ur. 18 X 1593 zm. 31 V 1647 OO 2 XII 1642 | Zofia Magdalena Piastówna ur. 14 VI 1624 zm. 8 IV 1660 | Zofia Magdalena Piastówna ur. 14 VI 1624 zm. 8 IV 1660 |  |  |  |  |
|  |  |                                                                    |                                                                    |                                                        |                                                        |  |  |  |  |
|  |  |                                                                    |                                                                    |                                                        |                                                        |  |  |  |  |